# Eph‑рецепторы
Eph-рецепторы — группа рецепторов,  принадлежащих к семейству рецепторов-тирозинкиназ и связывающих эфрины (Eph). Вместе с лигандами  участвуют в процессах, отвечающих за эмбриональное развитие организма, например, в сегментации , аксональном наведении, миграции клеток. Также они участвуют и в процессах, происходящих во взрослом организме, таких как долговременная потенциация, ангиогенез, дифференциация стволовых клеток и формирование раковых опухолей (при неправильной работе). И рецепторы, и лиганды являются мембранными белками и взаимодействуют при непосредственном контакте клеток.

## История открытия
Eph-рецепторы были открыты в 1987 году в ходе исследований, посвященных поиску тирозинкиназ, играющих возможную роль в развитии раковых опухолей. Своё имя они получили в честь клеток гепатоцеллюлярной карциномы, вырабатывающих эритропоэтин (англ. erythropoietin-producing hepatocellular carcinoma cell), из которых был впервые выделен ген, кодирующий Eph. Изначально эти трансмембранные рецепторы считались "рецепторами-сиротами", т.е. веществами, не имеющими известных лигандов и выполняющими неизвестные функции, и, прежде чем возможные их функции были выявлены, прошло некоторое время.

## Классификация
Eph-рецепторы делят на два класса: EphA и EphB. Первый из них связывается с эфрином-A, прикреплённым к ГФИ-якорю, второй — с эфрином-B, встроенным в мембрану. Семейство Eph-рецепторов включает 16 белков (список приведен ниже), из которых 14 работают в человеческом организме (EphA1-8 + EphA10 и EphB1-4 + EphB6). Рецепторы в основном связываются с эфринами своего класса, но, например, эфрин-B3 может активировать EphA4, а эфрин-A5 может  активировать EphB2.
Список Eph-рецепторов, выделенных из организмов животных:
- EPHA1, EPHA2, EPHA3, EPHA4, EPHA5, EPHA6, EPHA7, EPHA8, EPHA9, EPHA10
- EPHB1, EPHB2, EPHB3, EPHB4, EPHB5, EPHB6

## Структура рецептора
Внеклеточный домен рецептора состоит из трех мотивов: одного богатого цистеином и двух, сходных с фибронектином третьего типа. Он отвечает за связывание лиганда. Внутриклеточный участок состоит из  тирозинкиназного домена, стерильного альфа-мотива и PDZ-связывающего домена.
Он отвечает за передачу сигналов.

## Функции

### Двунаправленная сигнализация
В отличие от других рецепторов с тирозинкиназной активностью, Eph-рецепторы могут запускать сигнальный каскад не только в "своей" клетке, но и в клетке, на поверхности которой находится эфрин (реверсивный сигнал). Роль двунаправленной сигнализации пока не до конца изучена, но ясно, что такой уникальный способ сигнализации позволяет Eph и его лиганду оказывать противоположные эффекты на выживание конуса роста, а также вызывает разделение популяций клеток, синтезирующих эфрин, и клеток, синтезирующих Eph-рецепторы.

### Сегментация
Сегментация — один из ключевых процессов эмбриогенеза, присутствующий у большинства беспозвоночных и всех позвоночных, в результате которого тело разделяется на функциональные отделы. В ромбовидном мозге этот процесс строго определен, но в параксиальной мезодерме (сомитах) он постоянен, адаптивен и корректируется на протяжении всего периода роста организма. Именно здесь выделяются различные виды Eph и эфринов. В ходе экспериментов было установлено, что Eph-регуляция играет ключевую роль в образовании и поддержании границ между сегментами. Исследования, проведенные на рыбах Danio rerio с частично отключенной экспрессией генов, кодирующих Eph и его лиганд, показали, что прекращение синтеза этих веществ приводит к образованию границ сегментов не в тех местах, а в некоторых случаях — вообще к отсутствию этих границ.

### Аксональное наведение
По мере развития нервной системы структурирование нервных связей осуществляется молекулами-гидами, направляющими аксон растущей нервной клетки к цели. Пара эфрин/Eph регулирует аксональное наведение, обычно уменьшая количество конусов роста аксона и "отпугивая" мигрирующий аксон из зоны взаимодействия рецептора с лигандом. Чаще всего Eph вызывает рассасывание конуса роста, эфрин же (при прохождении реверсивного сигнала), напротив, вызывает его сохранение.

### Миграция клеток
Кроме аксонального наведения, Eph-рецепторы участвуют в миграции клеток нервного гребня в период гаструляции. Так, в эмбриональном развитии мыши и курицы этот процесс частично регулируется EphB-рецепторами. Похожие механизмы были замечены и в ромбовидном мозге человека. Также есть они и у червей: у C. elegans выключение генов vab-1, кодирующего Eph-рецептор, и vab-2, кодирующего соответствующий рецептору эфрин, привело к изменениям сразу в двух процессах миграции клеток.

### Ангиогенез
В ангиогенезе и вообще в процессах появления и развития кровеносной системы Eph-рецепторы играют важную роль. Без них эти процессы нарушаются. Скорее всего, Eph способствует разрушению части эндотелия венул и артериол и дифференциации клеток мезенхимы в перициты, стимулируя образование капиллярных сетей,
Устройство кровеносных сосудов требует координации клеток эндотелия и вспомогательных клеток мезенхимы, происходящей в несколько фаз, для образования сложных сетей, без которых не могла бы существовать функциональная кровеносная система. Особенности Eph и их лигандов делают их практически незаменимыми для подобных задач. В эмбрионах мышей выделение EphA1 было замечено в мезодерме и пре-эндокардиальных клетках, впоследствии распространявшихся в дорзальную аорту, затем в первичную головную вену, сосуды сомитов и сосудистые системы почек конечностей, что согласуется с ролью в ангиогенезе. Различные виды EphA были также обнаружены во внутренней стенке аорты, зачатках жаберных артерий, пупочной вене и эндокардии. Комплементарное выделение EphB2/эфрина-B4 было выявлено в развивающемся артериальном эндотелии, а  EphB4 — в венозном эндотелии. Таким образом, пара Eph/эфрин контролирует разделение клеток артериального и венозного эндотелия и стимулирует образование капиллярных сетей.